# Alapaha (Georgie)
Alapaha je město v okrese Berrien County v Georgii v USA. Město se nachází u řeky Alapaha. V roce 2011 zde žilo 669 obyvatel.

## Demografie
Podle sčítání lidí v roce 2000, žilo ve městě 682 obyvatel, 270 domácností, a 194 rodin. V roce 2011 žilo ve městě 306 mužů (45,8%), a 363 žen (54,2%). Průměrný věk obyvatele je 40 let.